# تومویوکی ماتسوشیتا
تومویوکی ماتسوشیتا (انگلیسی: Tomoyuki Matsushita؛ زادهٔ ۱ اوت ۲۰۰۵) شناگر اهل ژاپن است.
وی در مسابقات کشوری و بین‌المللی در مجموع برندهٔ ۱ مدال طلا، ۱ مدال نقره شده است.